# Juan José de Dueñas
Juan José de Dueñas (* Madrid, 22 de abril de 1966) es un escritor español, licenciado en Historia por la Universidad Complutense, autor de dos colecciones de relatos breves, en un estilo barroco que, concentrado en unas pocas voces, casi siempre femeninas, aluden a la fugacidad de lo humano y la angustia que de ello derívase.[cita requerida]
Admirador de la obra de Clarice Lispector, Djuna Barnes, Jorge Luis Borges y Virgilio Piñera, perfilanse influencias de ellos en su narrativa breve.[cita requerida]